# Целтакумой
Целтакумой — покинутый аул в Галанчожском районе Чеченской Республики.

## География
Расположен на берегу реки Тонгахойэрк, к юго-востоку от районного центра Галанчож.
Ближайшие населённые пункты: на северо-западе — Дажни, Нижний Бара, Верхний Бара, Отты, на северо-востоке — Чохой и Хурикой, на юго-востоке — Эзихой, на юго-западе — Идах, Ерстахой, Тухой и Сенахой.

## История
Аул Целтакумой был ликвидирован в 1944 году во время депортации чеченцев. После восстановления Чечено-Ингушской АССР чеченцам было запрещено возвращаться в свои исконные районы: Галанчожский, Шатойский и Итум-Калинский.